# Liam McFarlane
Liam McFarlane (Medicine Hat, 30 dicembre 1985) è un pattinatore di short track canadese. Ha vinto la medaglia d'oro ai campionati mondiali di Shanghai 2012 nella staffetta 5000 metri, in squadra con Guillaume Bastille, François-Louis Tremblay, Olivier Jean e Charles Hamelin.

## Palmarès
- Campionati mondiali

Shanghai 2012: oro nella staffetta 5000 m